# زمین‌لرزه ۲۰۰۴ چواتسو
زمین‌لرزه چواتسو  در تاریخ ۲۳ اکتبر ۲۰۰۴ میلادی، برابر با ‎۲ آبان ۱۳۸۳، ساعت ۸:۵۶:۰۰ به زمان یوتی‌سی در ژاپن رخ داد. ژرفای این زلزله ۱۶ کیلومتر بود، و بزرگی آن ۶٫۶ در مقیاس Mw اعلام شده‌است. زمین‌لرزه به وقت محلی در روز شنبه، ساعت ۱۷ روی داده و منطقه زمانی آن یوتی‌سی +۹ بوده‌است .
سازمان زمین‌شناسی آمریکا نیز رومرکز این زمین‌لرزه را در مختصات ۳۷°۱۳′۳۴″شمالی ۱۳۸°۴۶′۴۴″شرقی / ۳۷٫۲۲۶°شمالی ۱۳۸٫۷۷۹°شرقی و ژرفای آن را در ۱۶ کیلومتر گزارش کرده‌است. بزرگی برگزیدهٔ این سازمان از میان بزرگی‌های محاسبه‌شدهٔ مختلف ۶٫۶ در مقیاس Mw بوده و از دید اثر، در میان چهار دسته‌بندی «نامحسوس»، «محسوس»، «زیان‌آور» یا «با تلفات»، زلزله را «با تلفات» اعلام کرده‌است.رانش زمین در آن به وجود آمده‌است.
پروژهٔ «تنسور گشتاور مرکزوار» زاویه‌های (راستا، شیب، ریک) گسل سازندهٔ زمین‌لرزه و صفحه عمود بر آن را (°۲۳، °۳۴، °۸۱) یا (°۲۱۴، °۵۶، °۹۶) و نوع گسل را «معکوس» فرارسانده‌است.
شمار کشتگان زلزله حدود ۱۶ نفر بوده‌است.تعداد زخمیان ۴۵۸۶ نفر برآورده شده‌است.بی‌خانمان شدگان نیز ۱۰۰۰۰۰ نفر اعلام شده‌است.